# Borgstena landskommun
Borgstena landskommun var en tidigare kommun i dåvarande Älvsborgs län.

## Administrativ historik
Kommunen bildades i Borgstena socken i Vedens härad i Västergötland när 1862 års kommunalförordningar trädde i kraft.
Vid kommunreformen 1952 uppgick kommunen i Fristads landskommun som 1974 uppgick i Borås kommun.